# Score (czasopismo)
SCORE – czeskie czasopismo zajmujące się tematyką gier komputerowych. Jego pierwszy numer ukazał się w 1994 roku. Wychodzi jako miesięcznik.
Założycielem i wydawcą SCORE był Oldřich Hejtmánek, właściciel firmy Vision, dystrybutora gier komputerowych.
Pierwotnie funkcję redaktora naczelnego i jego zastępcy pełnili ICE (Jan Eisler) i Andrew (Andrej Anastasov), którzy dawniej pracowali dla pisma „Excalibur”. Funkcję redaktora naczelnego obejmowali także: Mikoláš Tuček, Tomáš Zvelebil, Karel Papík, Tomáš Mrkvička, Jan Modrák.
Jest najdłużej funkcjonującym, wciąż wydawanym magazynem o grach komputerowych w kraju.
Wydawcą czasopisma jest Omega Publishing Group.